# Sejm (Królestwo Polskie)

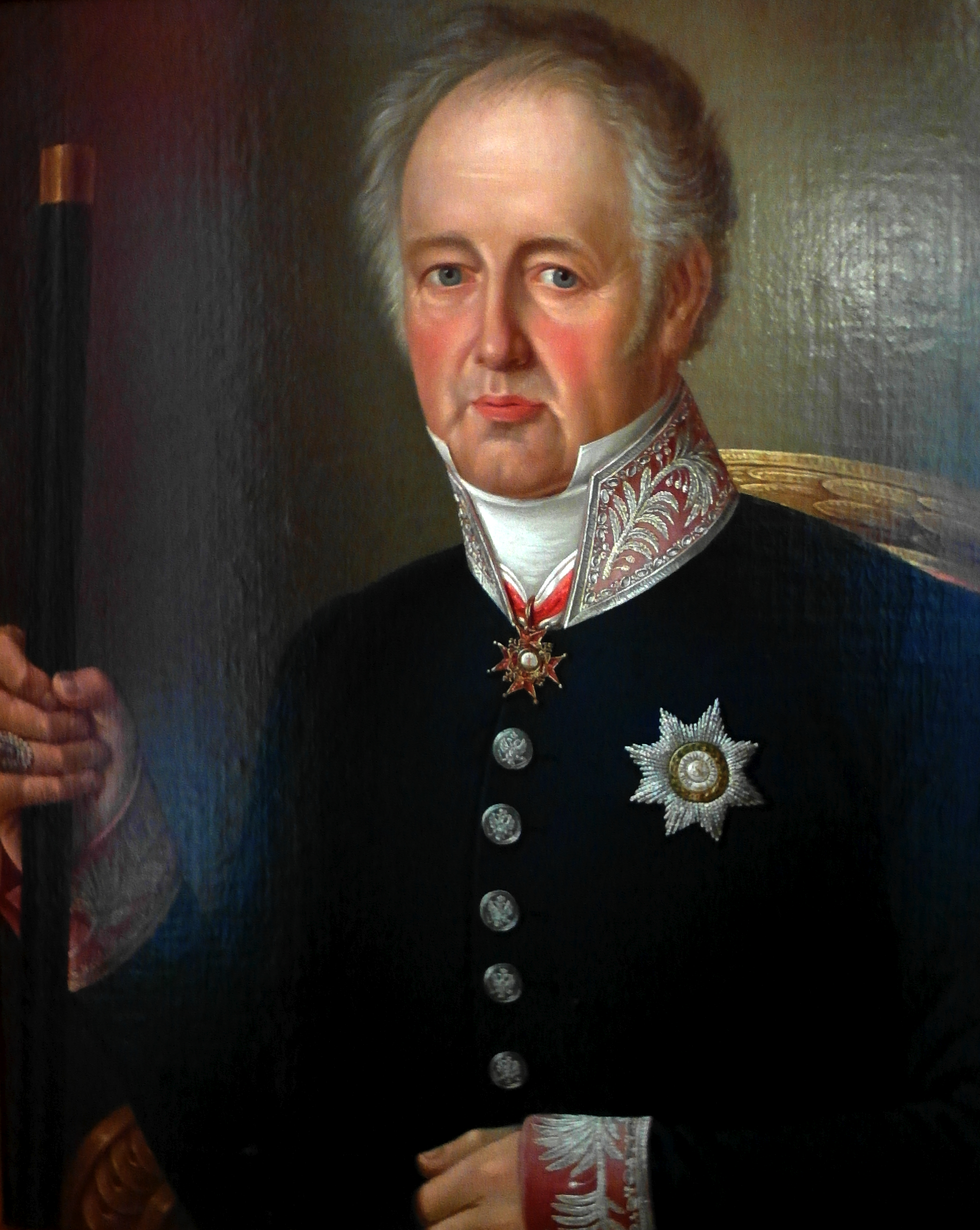
Stanisław Piwnicki, marszałek Sejmu Królestwa Polskiego w 1825 roku, malarz nieznany, po 1832 roku

Sejm – najwyższy organ władzy ustawodawczej w Królestwie Polskim w latach 1815–1831; składał się z króla, Senatu i Izby Poselskiej.

## Geneza
Po klęsce Napoleona w Rosji w 1812 Księstwo Warszawskie w ciągu kilku następnych miesięcy znalazło się pod okupacją rosyjską. Zarząd nad Księstwem car Aleksander I powierzył pięcioosobowej Rady Najwyższej Tymczasowej. Na czele mianowano senatora Sergiusza Łanskoja, a skład uzupełnili Mikołaj Nowosilcow, Krzysztof Colomb, Tomasz Wawrzecki i ks. Ksawery Drucki-Lubecki. Podczas istnienia Rady na forum międzynarodowym (kongres wiedeński) toczyły się targi o podział Księstwa między zwycięzców. Aleksander I stanął na stanowisku zachowania całości tego terytorium dla Rosji, w opozycji stali przedstawiciele Wielkiej Brytanii, Francji i Austrii, które nawet zawarły formalne porozumienie 3 stycznia 1815 w tej sprawie. Stanowisko Prus ograniczało się do wyszarpania jak największej jego części. Dopiero po ucieczce Napoleona z Elby i wznowieniu wojny w Europie doszło do pogodzenia się niedawnych aliantów. 3 czerwca zawarto porozumienie o podziale Księstwa Warszawskiego: Prusacy zagarnęli teren zwany później Wielkim Księstwem Poznańskim, Austriacy Podgórze, z Krakowa i okolic utworzono Rzeczpospolitą Krakowską, a z reszty utworzono Królestwo Polskie.
Utworzenie tego tworu uroczyście ogłoszono 20 czerwca 1815 w Warszawie, a potwierdzono następnie w traktacie końcowym kongresu wiedeńskiego. Wtedy już trwały zaawansowane prace nad konstytucją. Ostatecznie po odręcznych poprawkach cesarza przeszedł nieco zmniejszony projekt, opracowany przez Aleksandra Linowskiego i hr. Ludwika Platera pod kierownictwem ks. Adama J. Czartoryskiego. Cesarz wymieniony projekt podpisał 27 listopada 1815, tekst natomiast ogłoszono już po wyjeździe Aleksandra z Warszawy 24 grudnia.

## Umocowania prawne i kompetencje
Wspomniana konstytucja w artykule 31 mówiła: "Naród polski mieć będzie wiecznemi czasy reprezentację narodową w sejmie, złożonym z króla i z dwóch izb, z których pierwsza składać się będzie z senatu, druga z posłów i deputowanych od gmin".
Kompetencje i zasady działania Sejmu określał cały Tytuł IV obejmujący 18 artykułów. Izby miały się zbierać raz na dwa lata w Warszawie w czasie wyznaczonym przez monarchę na okres 30 dni. W rzeczywistości jednak sesje Sejmu odbyły się tylko 4 razy - w 1818, 1820, 1825 i 1830 roku. Obradować miały tylko nad projektami przedstawionymi przez króla lub Radę Stanu, a posłowie nie mogli ich zmieniać, aczkolwiek w przeciwieństwie do czasów Księstwa Warszawskiego dopuszczono wolną dyskusję posłów nad projektami oraz petycje do tronu. Tylko król mógł go odraczać, przedłużać oraz rozwiązywać, on również zwoływał sejm nadzwyczajny i mianował marszałka i sekretarza. Posłom teoretycznie przysługiwał immunitet, aczkolwiek w praktyce było z tym różnie. Organami sejmu były trzy komisje – gdzie opiniowano nadesłane projekty – do spraw skarbowych, do spraw cywilnych i kryminalnych, oraz komisja do spraw organicznych i administracyjnych. Każda składała się z pięciu posłów i trzech senatorów. Dodatkowym atrybutem króla w Sejmie było prawo veta ostatecznego – tylko ustawy z jego podpisem stawały się prawem.
Od 1825 roku, wbrew dotychczasowym przepisom Konstytucji Królestwa Polskiego, obrady Sejmu utajniono.
Do kompetencji sejmu należały:
1. sprawy podatkowe łącznie z uchwalaniem budżetu (aczkolwiek istniał kruczek mówiący, że jeśli nie dojdzie do uchwalenia budżetu funkcjonuje ostatni ułożony – a ten zgodnie z kolejnym artykułem układał "rząd").
2. sprawy poboru rekruta do armii
3. uchwalanie ustaw z zakresu praw cywilnych, kryminalnych i administracyjnych;
4. ponadto sejm miał prawo debatowania nad wszelkimi projektami jakie przesłał król lub Rada Stanu.
5. dodatkowe uprawnienia to: uchwalanie petycji, wysłuchiwanie Raportu Rady Stanu o stanie kraju łącznie z przesyłaniem uwag nad jego treścią – co było doskonałym polem do działania opozycji i krytykowania władz.

Uzupełnieniem Ustawy Konstytucyjnej było Statut Organiczny o reprezentacji narodowej z 19 listopada 1816 r.

## Senat
Zasiadali w nim biskupi rzymskokatoliccy, wojewodowie i kasztelanowie w liczbie nie przekraczającej połowy posłów Izby Poselskiej (nie więcej niż 64). Senatorów świeckich powoływał król spośród podwójnej liczby kandydatów wysuniętych przez Senat i Namiestnika. Prawo do zasiadania w senacie posiadali również członkowie rodziny panującej, którzy ukończyli 18. rok życia.

## Izba Poselska
Składała się ze 128 posłów, w tym 77 wybieranych na sejmikach i 51 deputowanych gminnych. Kadencja izby trwała 6 lat, co 2 lata ustępowała jedna trzecia jej składu, odbywały się wówczas wybory uzupełniające. Sejmiki, złożone z wyborców szlacheckich wybierały do Izby Poselskiej posłów a zgromadzenia gminne, w których uczestniczyli wyborcy nieszlacheccy, spełniający inne cenzusy wybierały deputowanych.